# 砂川駅

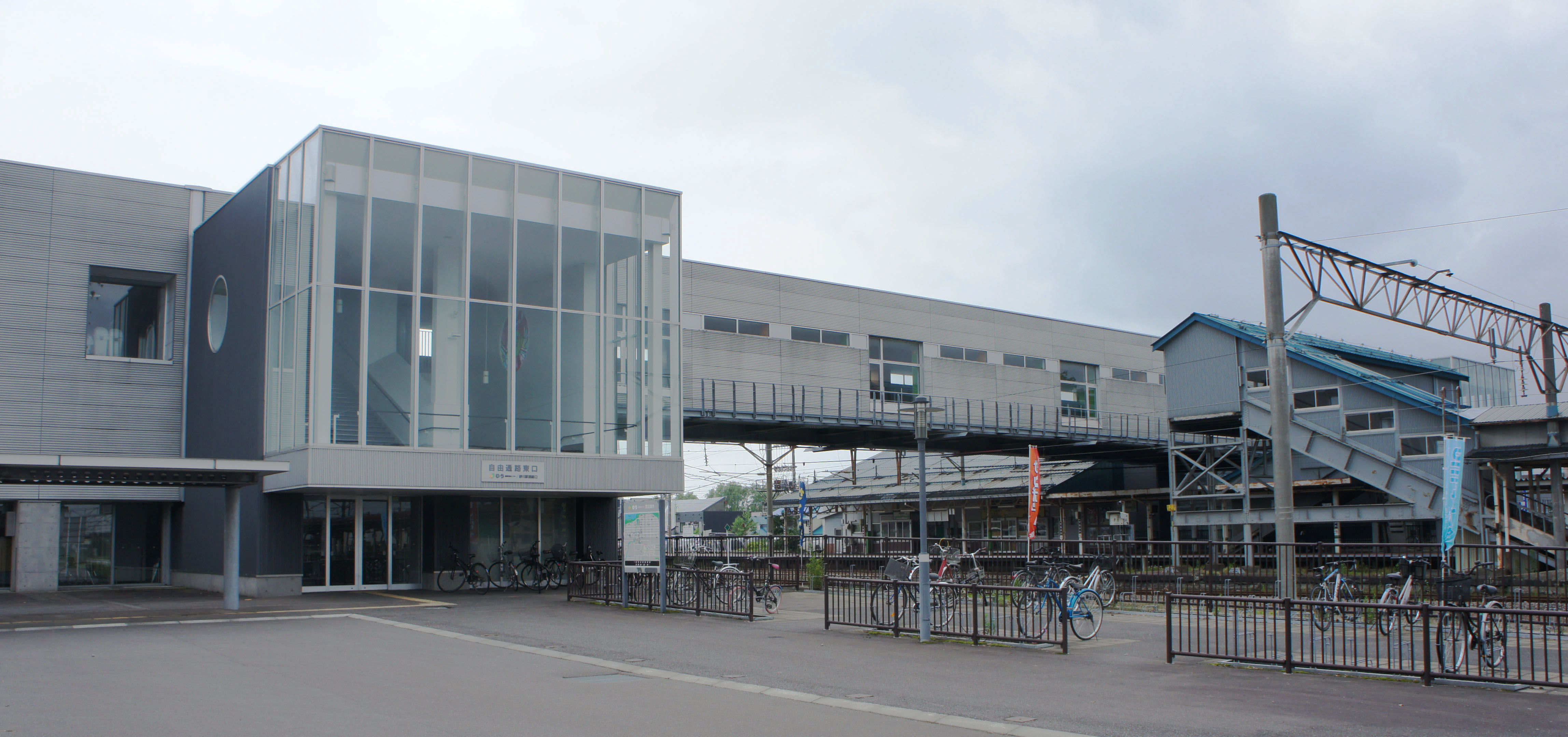
自由通路東口（2017年7月）

砂川駅（すながわえき）は、北海道砂川市東2条北3丁目にある北海道旅客鉄道（JR北海道）函館本線の駅である。
駅番号はA20。電報略号はスナ。事務管理コードは▲130140。
砂川市の代表駅で、「オホーツク」2号と上り「宗谷」を除く特急列車が停車する。

## 歴史

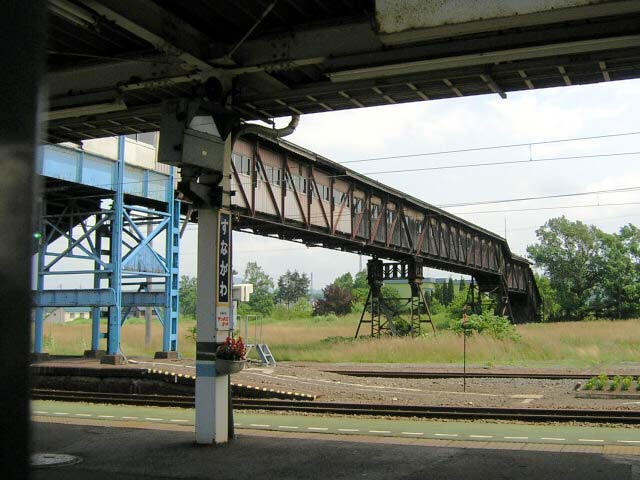
上砂川支線ホームへ向かっていた跨線橋（2004年7月）

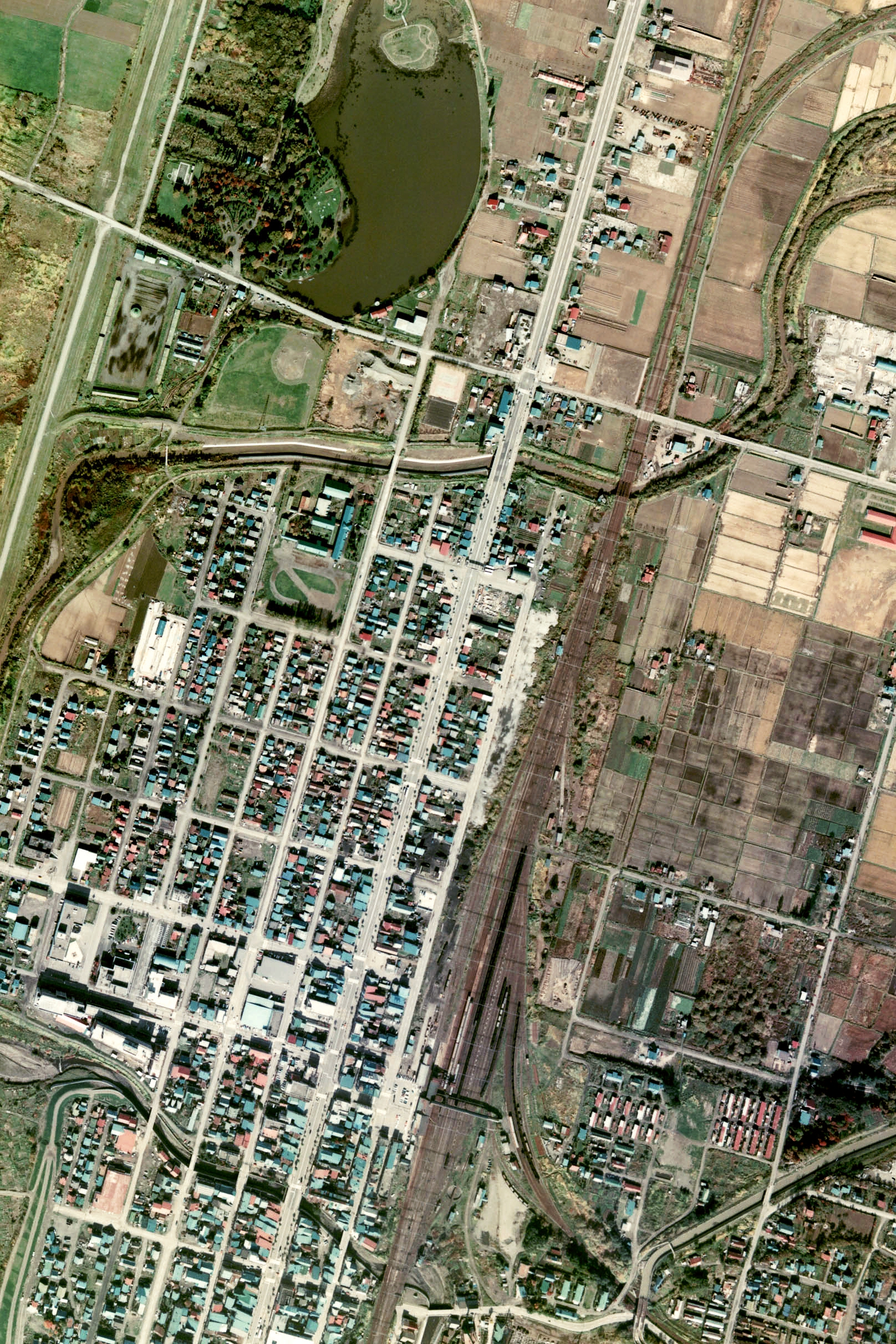
1976年の函館本線砂川駅と周囲1 ㎞×1.5 km範囲。上が函館本線旭川方面（左）及び歌志内線歌志内方面（右）、下が函館本線札幌方面（左）と上砂川支線上砂川方面（右）。函館本線及び歌志内線の単式及び島式の複合ホーム2面3線と、駅裏南側に上砂川支線の単式ホーム1面1線を有している。現在と逆の当時の番線呼びで、函館本線上下線用の1・2番線間に待避用の中線がある。歌志内線は島式ホーム外側3番線から発着した。写真では2番線に函館本線上りの6両編成、3番線には歌志内線の2両編成が、上砂川支線の4番ホームにも2両編成が停車している。複合ホームの外側には3本の副本線と7本の仕分線がある。その外側の南側に転車台の残る機回し線は蒸気機関車が去って草生している。その外側、上砂川支線ホームとの間に南（下端）へ向けて緩やかな右カーブを描いて向かう小道状のものは、南に見える木工場へのかつての専用線の軌道跡。上砂川支線裏にも3本の留置線と数本の引込み線があり、駅舎横の滝川側には、櫛形の貨物ホームと石炭荷降場へ5-6本の引込み線が敷かれている。
また、かつて写真左下端の砂川市西4条北1、南1から西3条北1、南1にかけて、鉄道用の砂利土場が設けられ、本線がパンケウタシナイ川の短い鉄橋とその南の細い道路を跨いだ辺りから、「砂利岐線」と呼ばれた引込み線が分岐し、国道12号を横切ってこの土場へ引き込まれていた。分岐付近や西4条南1に残るカーブ状の道にその痕跡が残されている。またこの土場へ向けて、写真左上端辺り、河川改修前のペンケ歌志内川河口（現在の砂川大橋付近）に設けた土場から「川口砂利鉄道」と呼ばれる専用線が引かれていた。いずれも昭和36年から37年にかけて撤去されている。

幌内鉄道を受け継いだ北海道炭礦鉄道は、明治23年4月9日、夕張と空知の両炭山開発を進めるため、それぞれの支線とそれが繋がる幹線計画を北海道庁に提出した。この計画で、空知炭山支線（歌志内線のこと）の分岐点に策定されたのが当駅である。計画当初の仮称は「歌志内」で、後に「砂川」に改められて「歌志内」は支線の終点駅名にされた。なお、開業時は幹線支線共に空知線と称された。
歌志内や上砂川の空知炭田から出炭される石炭貨物の中継基地だった。また、周囲には枕木の防腐処理工場（大正時代初頭まで）や枕木製造の木工場、軌道用の砂利採取場（昭和37年まで）を抱え、鉄道敷設に欠かせない資材供給の拠点でもあった。特に中国大陸へ進出していた昭和の初めから終戦までは、国内のみならず満洲や中国の鉄道用に大量の枕木が生産発送されて、町中を木材の匂いが覆い、石炭よりも木材の町としての印象が大きかった。

### 年表
- 1891年（明治24年）7月5日：北海道炭礦鉄道空知線の岩見沢 - 砂川、及び砂川 - 歌志内が開通し、砂川駅として開業[10]。
- 1892年（明治25年）2月1日：現・函館本線の旭川方面（砂川 - 空知太）が開通[11]。
- 1893年（明治26年）下期：転車台設置[12]。
- 1898年（明治31年）
  - 上期：構内模様替え及び跨線橋設置[13]。
  - 7月16日：北海道庁鉄道部上川線、滝川 - 空知太間接続開通。北海道炭礦鉄道との契約により滝川 - 砂川が北海道庁鉄道部により使用とされ、同時に空知太駅廃止。砂川を共同使用駅とする[11][14]。
- 1901年（明治34年）8月31日：滝川機関庫砂川派出所設置[11]。
- 1903年（明治36年）上期：三井物産砂川木挽工場（後に三井木材工業砂川工場）専用線約360m敷設[15]。「三井物産砂川木挽工場沿革」大正2年頃発行 によれば、明治35年創業当時に専用鉄道26C、明治38年頃に専用鉄道1M3Cおよび軽便軌道8M15C、大正元年頃に専用鉄道1M33Cおよび軽便軌道6M2Cだった。この軽便軌道はパンケウタシナイ川とペンケウタシナイ川の合流地点にあった流送木材の陸揚げ土場（網場）から木工場へ向かってパンケウタシナイ川の右岸に沿って敷かれた軌道である[注釈 1]。
- 1906年（明治39年）10月1日：北海道炭礦鉄道の鉄道路線国有化により、官設鉄道に移管[11]。
- 1909年（明治42年）：砂利岐線敷設[9]。
- 1918年（大正7年）11月5日：三井鉱山の請願により、上砂川の三井鉱山砂川炭鉱まで専用線敷設開業[16]。
- 1926年（大正15年）8月1日：三井鉱山専用線を函館本線の上砂川支線とし、旅客扱い開始[11]。上砂川支線ホームまでの跨線橋設置[9]。
- 1942年（昭和17年）：駅構内拡張工事[9]。
- 1954年（昭和29年）
  - 6月10日：駅舎改築[9]。
  - 8月11日：昭和天皇、香淳皇后が砂川市に行幸啓。お召し列車が発着[17]。
- 1963年（昭和38年）：砂利岐線952m撤去。[9][18]
- 1984年（昭和59年）2月1日：貨物取扱廃止[1]。
- 1985年（昭和60年）3月14日：荷物取扱廃止[1]。
- 1987年（昭和62年）4月1日：国鉄分割民営化により、北海道旅客鉄道（JR北海道）の駅となる[1][3][4]。
- 1988年（昭和63年）4月25日：歌志内線廃止[4]。
- 1989年（平成元年）9月15日：駅舎改築[19]。
- 1994年（平成6年）5月16日：函館本線上砂川支線廃止[3]。
- 2006年（平成18年）10月20日：砂川市が駅周辺地区整備事業で自由通路設置。
- 2014年（平成26年）11月29日：キヨスク休業[20]、その後2015年秋に閉店を内部決定[21]。
- 2016年（平成28年）1月：旧キヨスクを撤去、待合スペースに転用[21]。
- 2022年（令和4年）3月2日：話せる券売機を導入[22]。
- 2023年（令和5年）7月10日：出改札営業時間を短縮し、日祝休業となる。
- 2024年（令和6年）3月16日：ICカード「Kitaca」の利用が可能となる[23][24][25]。

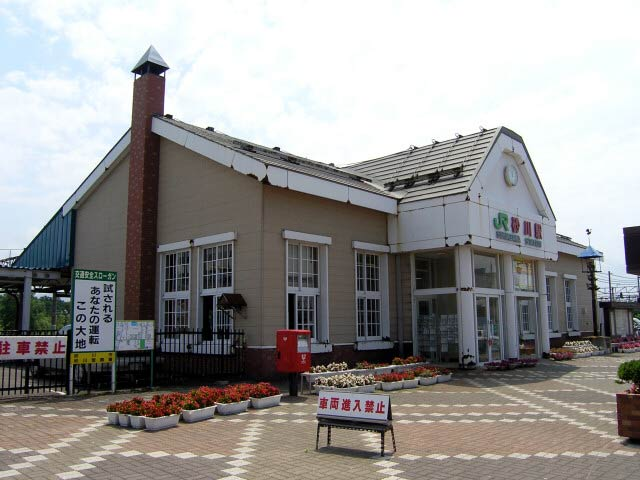
駅舎（2004年7月）

### 名前の由来
アイヌ語の「オタ・ウシ・ナイ（砂の多い川）」の意訳から。駅名の方が古く、自治体名は後年名付けられたものである。
北海道炭礦鉄道が当線の敷設計画を立てた明治22年頃はこの地域にはほとんど人家がなく、当時一般的には石炭の見つかった現在の歌志内を含めて「オタウシナイ」「オタシナイ」と言われていた。北海道炭礦鉄道会社第二回営業報告（明治23年上期）では『本年工事ヲ施スヘキ部分ハ既成鐵道幌内線岩見澤分岐点ヨリ幹線ヲ起シ「オタシナイ」ニ至リ分岐シテ「オタシナイ」炭山ニ達スル33哩4分ノ3ニシテ…』（原文ママ）と記述され、まだ砂川の名前は現れていないが、同年下期の第三回報告では『線路ノ測量ハ前季ニ繼續シ幹線ノ内砂川（ヲタシナイ太）空知太間ノ實測ヲ結了シ及歌志内（ヲタシナイ炭山）支線ニ於テ各貯炭場ニ達スル支線路ヲ測定セリ』（原文ママ）と記述されており、この頃までに駅名を確定している。
行政的には、同じ時期の明治23年8月7日に奈井江から空知太、歌志内、下赤平までの広い範囲に奈江村が設置された。奈江村の行政中心は砂川駅周辺だが、奈井江駅周辺が中心と間違える人が多く、明治35年の二級町村制施行後に奈江と奈井江が紛らわしいとして明治36年8月23日に砂川村と改称した。ちなみに北海道炭礦鉄道の営業報告では、各用地の住所記載の中に明治23年下期の第三回から「奈井江村」が現れ、明治25年上期の第六回報告で初めて「奈江村」の記述が出てくるが、同時に「奈井江村」の記述もあってその頃まで混乱していたのがうかがえる。明治35年の二級町村制移行前の奈江村には自治権がなく、瀧川村の自治下に置かれていたため、村役場などの実態のない名前だけのものだった。

## 駅構造
2面3線の相対式・島式ホームを持ち、乗り場は駅舎側から3、2、1番線と並ぶ。ホームは跨線橋で結ばれているが、エレベーターやエスカレータの設置はない。かつては運炭路線の歌志内線・上砂川支線が発着していたことから多数の側線を有していたが、現在は撤去されている。駅舎は西側に置かれている。
社員配置駅だが、平日・土曜の日中のみ配置される。みどりの窓口（日祝休業）、話せる券売機設置。普通列車のほか、大部分の特急列車が停車する。
札幌駅 - 旭川駅間の特急停車駅では唯一フル規格ではない簡易自動改札機導入駅であるため、窓口営業時間外は車掌によるきっぷの回収が行われる以外は改札口に設置の回収箱による回収となる。

### のりば
駅舎側より記載。
| 番線 | 路線      | 方向           | 行先             |
| ---- | --------- | -------------- | ---------------- |
| 3    | ■函館本線 | 下り           | 滝川・旭川方面   |
| 2    | ■函館本線 | 上り           | 岩見沢・札幌方面 |
| 1    | ■函館本線 | （臨時ホーム） | （臨時ホーム）   |

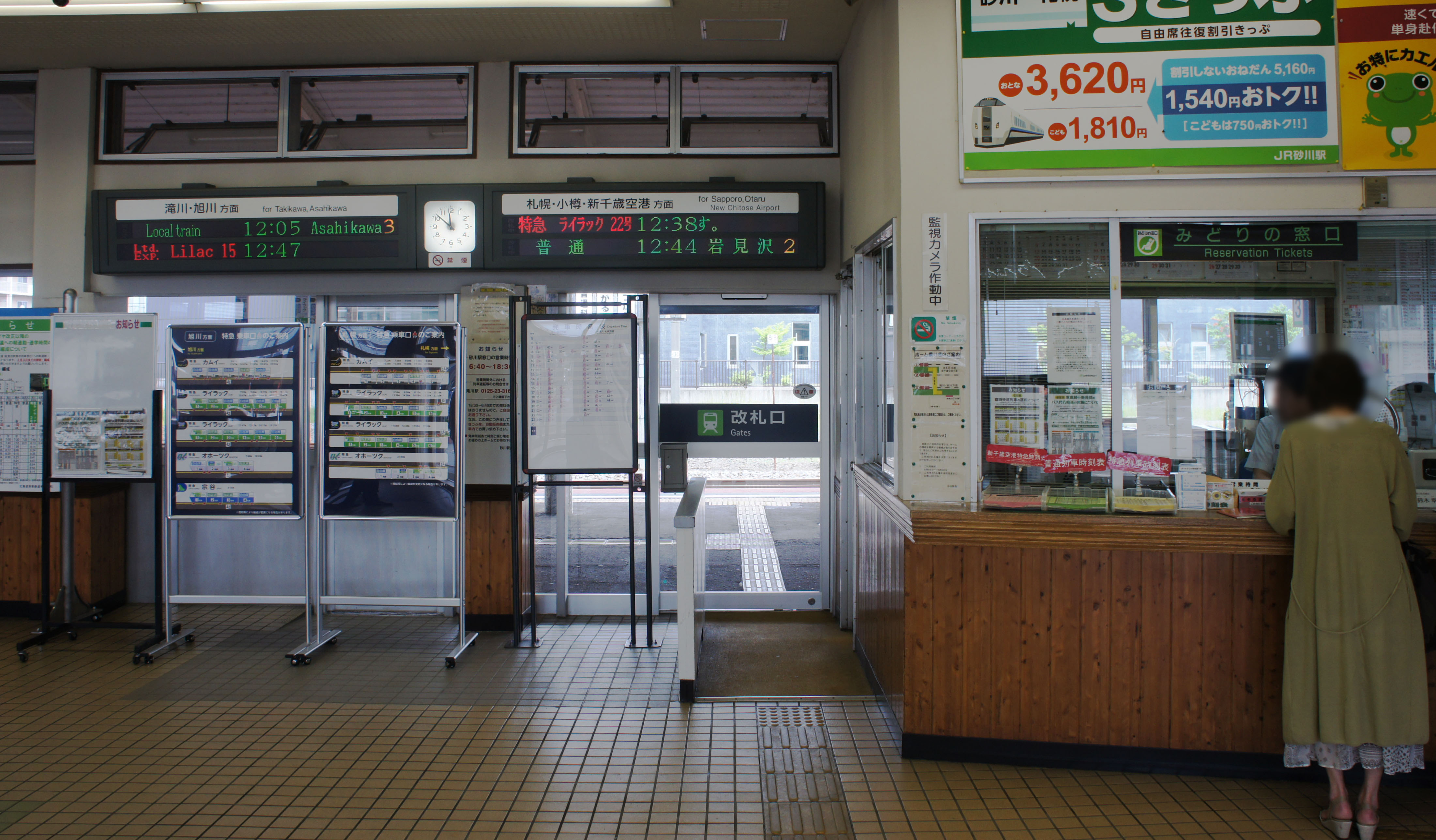
改札口（2017年7月）
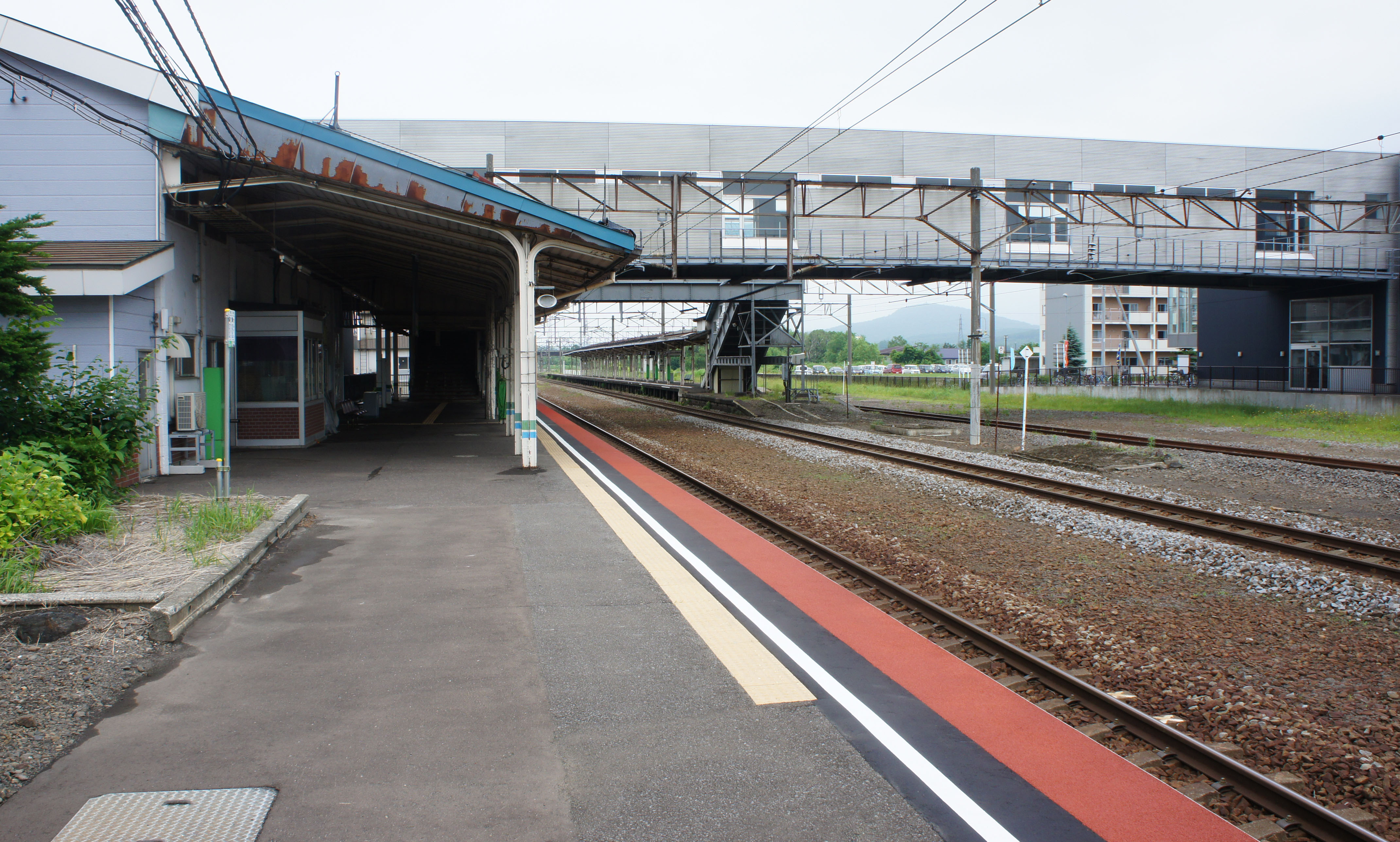
ホーム（2017年7月）
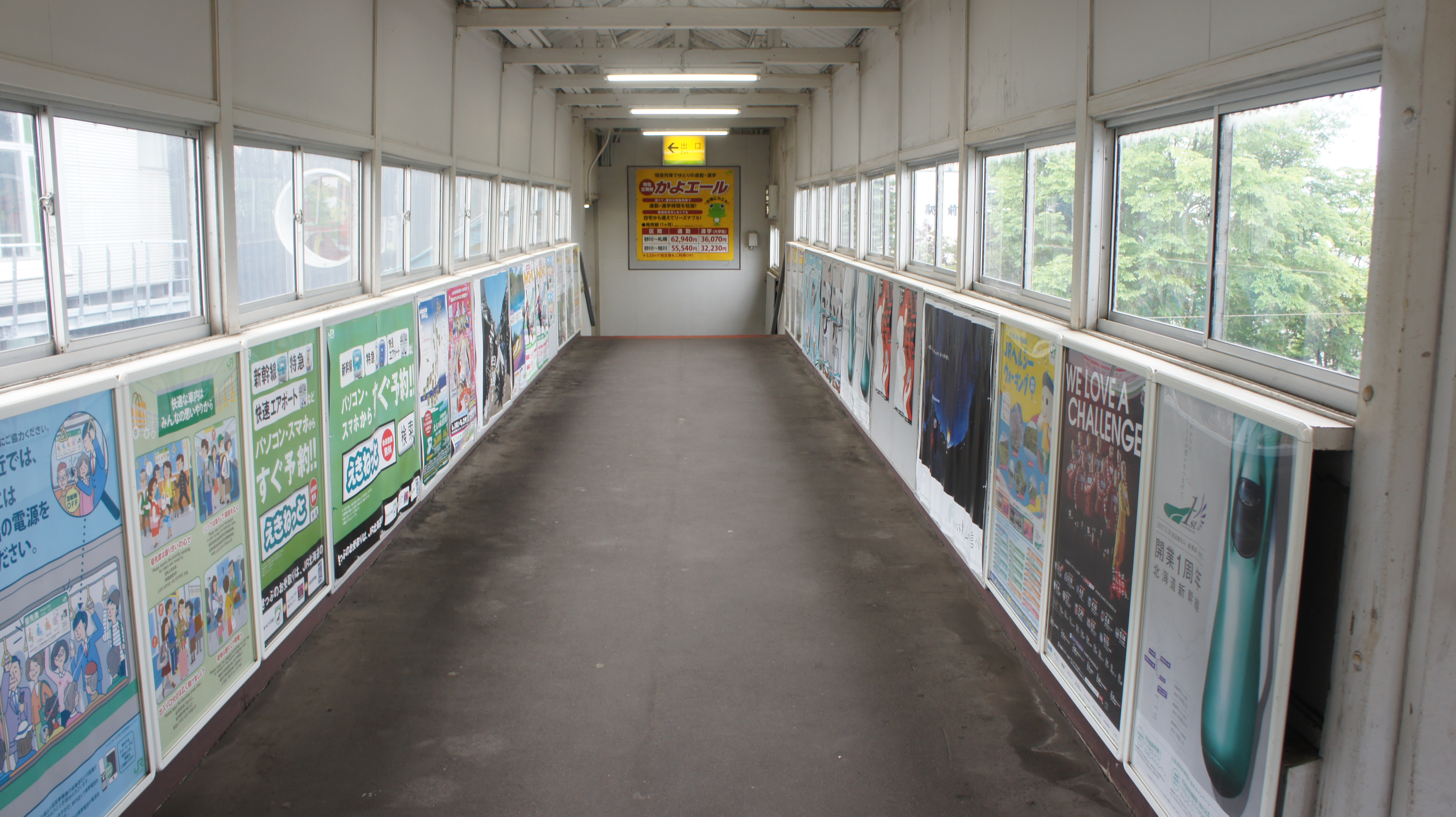
跨線橋（2017年7月）

## 利用状況
1日の平均乗降人員は以下の通りである。
| 乗降人員推移 | 乗降人員推移 |
| 年度         | 1日平均人数  |
| ------------ | ------------ |
| 2011         | 1,460        |
| 2012         | 1,474        |
| 2013         | 1,442        |
| 2014         | 1,356        |
| 2015         | 1,296        |
| 2016         | 1,394        |
| 2017         | 1,410        |
| 2018         | 1,364        |

## 駅周辺
石狩平野北部に位置し、砂川市の市街地が広がる。
- 国道12号
- 砂川市役所
- 滝川警察署砂川駅前交番
- 砂川郵便局
- 北門信用金庫砂川支店
- 北洋銀行砂川支店
- 北海道銀行砂川支店
- 新砂川農業協同組合（JA新すながわ）本所
- 北海道砂川高等学校
- 砂川市立中央小学校
- オートスポーツランドスナガワ
- 地域交流センター（ゆう）- 2007年1月7日上砂川支線跡地にオープン。駅に向かって左側と自由通路で結ばれている。
- 砂川市立病院
  - 砂川市立病院附属看護専門学校
- 美唄自動車学校（美自校観光バス）「砂川駅前」バス停
  - 2022年10月1日より、浦臼町方面の路線が乗り入れている。
  - 2003年2月28日までは、駅前バス停にジェイ・アール北海道バス（石狩線）が乗り入れていた。
- 北海道中央バス、美自校観光バス「砂川市立病院」バス停[27]
  - 砂川市立病院（上述）の付近に位置する。
  - 北海道中央バス運行路線の詳細は北海道中央バス滝川営業所を参照。鉄道路線代替バス（上砂川支線廃止代替）や高速バスを含む、砂川市中心部を経由する全路線が乗り入れる。
- 新十津川町乗合ワゴン「砂川エヌタワービル」バス停（バスは予約制）
  - 上述の「砂川市立病院」バス停の付近に位置する。

## 隣の駅
北海道旅客鉄道（JR北海道）
■函館本線

■普通
豊沼駅 (A19) - 砂川駅 (A20) - *（空知太信号場） - 滝川駅 (A21)
*打消線は廃止信号場

### かつて存在した路線
北海道旅客鉄道（JR北海道）
函館本線（上砂川支線）
砂川駅 - 下鶉駅
歌志内線
砂川駅 - 焼山駅